# Christian Friedrich Schönbein
Christian Friedrich Schönbein (Metzingen, 18 ottobre 1799 – Baden-Baden, 29 agosto 1868) è stato un chimico tedesco naturalizzato svizzero.
Noto per il perfezionamento (molti pensano per l'invenzione) della nitrocellulosa.

## Biografia
Introdusse per la prima volta (nel 1836) il termine "passivazione" per indicare tale particolare processo di inibizione alla corrosione dei materiali metallici.
Nel 1838 scoprì il principio di funzionamento della pila a combustibile. Fu anche lo scopritore dell'ozono, forma allotropa dell'ossigeno, grazie ad esperimenti riguardanti l'ossidazione lenta del fosforo bianco e l'elettrolisi dell'acqua (1839). Durante questi esperimenti, condotti presso l'Università di Basilea, dove insegnò sin dal 1828, egli notò per primo il caratteristico odore dell'ozono che associò all'odore che è possibile percepire durante le scariche atmosferiche di fulmini in corso di temporale. Coniò il termine "ozono" dal greco ozein, odorare.
Durante un esperimento condotto nella cucina della propria casa, distillò una miscela di acido solforico ed acido nitrico. Ponendo ad asciugare su un forno il grembiule di cotone della moglie, grembiule che Schönbein usò per asciugare gli schizzi di liquido, questo si incendiò spontaneamente in modo molto rapido. In pratica sintetizzò la nitrocellulosa a partire dalla cellulosa di cui è formato il cotone. Egli intuì le possibili applicazioni di questo composto in ambito militare, in sostituzione della vecchia polvere nera che presentava il notevole svantaggio di produrre fumo fuligginoso che anneriva le armi e offuscava il campo di battaglia.
I primi tentativi di produrre nitrocellulosa a livello industriale inizialmente fallirono a causa dell'elevata tendenza ad esplodere da parte del composto. Furono James Dewar e Frederick Augustus Abel a rendere più stabile la sostanza producendo nel 1891 una miscela nota come cordite, nome dovuto alla caratteristica lavorabilità tramite esercizio di pressione a cui può essere sottoposta questa forma stabile di nitrocellulosa.

## Opere

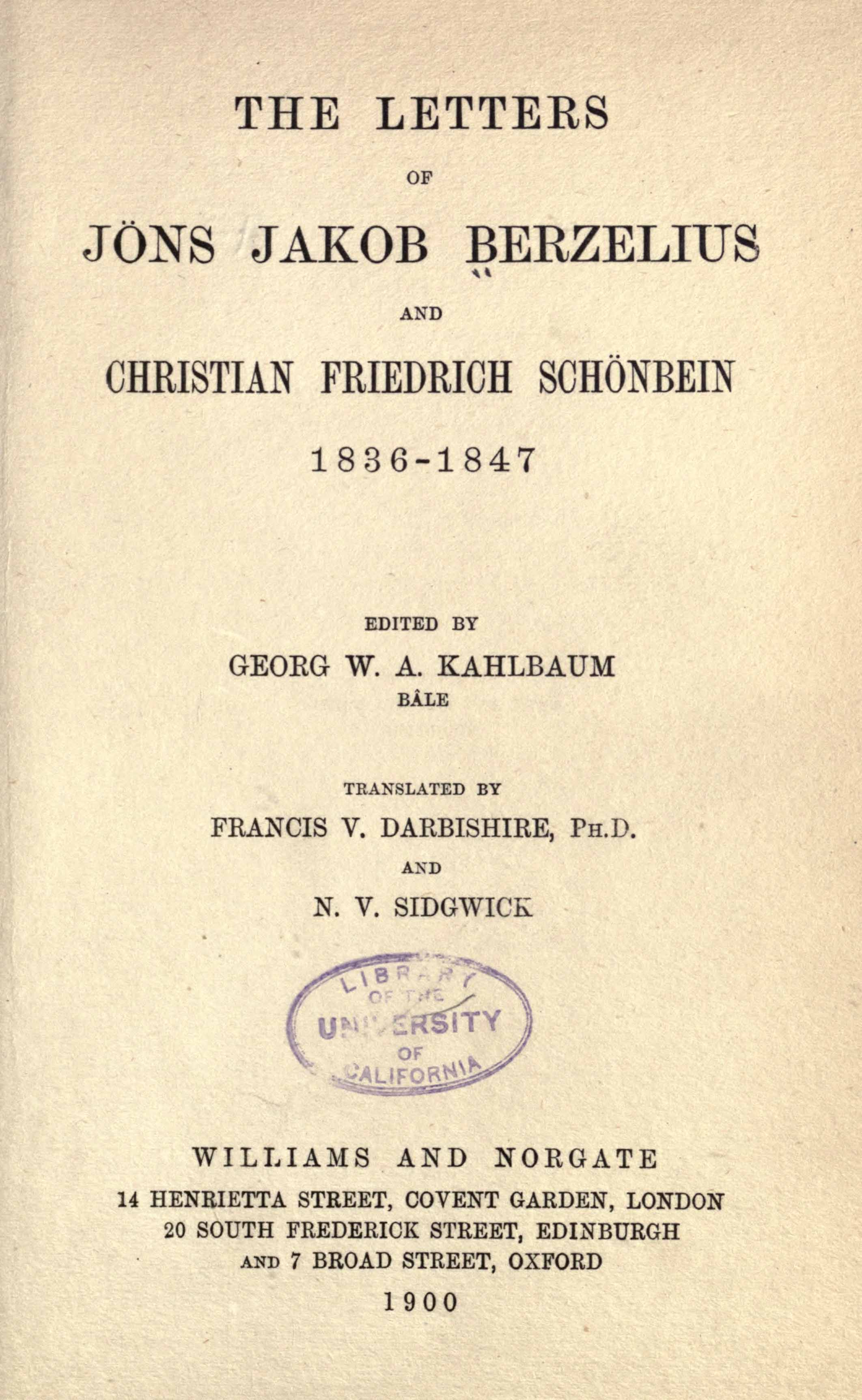
Raccolta di lettere di Schönbein e Jöns Jacob Berzelius (The Letters of Jöns Jakob Berzelius and Christian Friedrich Schönbein 1836 1847), Londra 1900

- (EN)  The Letters of Faraday and Schoenbein 1836-1862 London: Williams & Norgate 1899.[2]
- (EN) Letters of Jöns Jakob Berzelius and Christian Friedrich Schönbein, London, Williams & Norgate, 1900.